# Chapelle de la Visitation d'Avignon
La chapelle de la Visitation d'Avignon, dite aussi du Saint-Sacrement, est un édifice religieux de style baroque rattaché au couvent éponyme fondé en 1621 par les Visitandines. 

## Situation
Elle se situe dans l'ancienne Courreterie des Chevaux (Correterie Equorum), où se tenait un marché aux chevaux, voie qui a pris depuis le nom de « rue Philonarde », en l'honneur de Mario Filonardi, archevêque et vice-légat d'Avignon de 1629 à 1634, neveu de Filippo Filonardi qui avait exercé les mêmes fonctions de 1611 à 1614. En 1890, le percement de la nouvelle rue Thiers coupa la rue Philonarde en deux tronçons ; le nom resta à la partie méridionale, pendant que celle du Nord recevait le nom de « rue Paul Saïn ».

## Historique
Le cardinal Mario Filonardi, archevêque et vice-légat d'Avignon, a été le protecteur et le commanditaire du couvent de la Visitation. La construction du couvent a nécessité une modification du quartier autour de la place de la Pignotte. Mario Filonardi a obtenu l'expropriation et la démolition des maisons qui gênaient la construction du couvent. La place de la Pignotte a été conçue comme une via recta romaine pour permettre au spectateur d'avoir le recul nécessaire pour voir toute la façade comme il est noté dans la relation des fêtes de canonisation de François de Sales en 1667 : « On découvrait de l'extrémité de cette grande place, qui lui sert d'esplanade... la porte de l'église et jusqu'au maître-autel, ce qui faisait l'effet de la plus belle perspective qu'on puisse voir ». Comme l'indique cette remarque, la place permet la mise en place d'une scénographie pour les cérémonies extraordinaires. Ce type de mise en scène de la façade d'un monument a été initié en Italie avec Borromini pour l'église Saint-Charles-aux-Quatre-Fontaines, Pierre de Cortone à l'église Sainte-Marie de la Paix et Le Bernin à la place Saint-Pierre et s'est introduit dans l'architecture française au XVIIe siècle avec François Mansart. Les visitandines ont obtenu en février 1641 le droit de planter des mûriers sur la place de la Pignotte.
La première pierre de la chapelle a été posée le 10 avril 1631 par le cardinal Mario Filonardi, archevêque et vice-légat d'Avignon, qui est le protecteur et le commanditaire du couvent. Elle a été construite selon les plans de François de Royers de La Valfenière dont le nom apparaît dans un marché de construction de la façade de la chapelle, le 23 décembre. Le gros œuvre est achevé avant la consécration de la chapelle, le 15 octobre 1638. Le sanctuaire de la chapelle reprend le plan de Raphaël pour la chapelle Chigi de l'église Santa Maria del Popolo : un simple cube surmonté d'une coupole à tambour ajouré sur pendentifs au-dessus de quatre arcades aveugles retombant sur des piliers à pans coupés. Le commanditaire est représenté par ses armes sur les pendentifs de la coupole et une inscription dans la frise d'entablement. C'est probablement lui qui a choisi de faire construire une église « à la romaine », un des tout premiers exemples de ce côté des Alpes.
La façade de l'église peut être rapprochée par celle de l'église Santa Maria ai Monti, à Rome, construite par l'architecte Giacomo della Porta en 1580. Les modifications viennent de l'inversion des ordres, corinthien sur composite, reprenant une formule de Vincenzo Scamozzi exposée dans L'idea della architettura vniversale, 1615,. La façade porte la dédicace à Mario Fimonardi.
Les travaux de décoration de l'église ont continué jusqu'en 1644, avec la pose de la grille du chœur des religieuses. Nicolas Mignard a peint le tableau  de la Visitation.

## Protection
La totalité de la chapelle est classée au titre des monuments historiques depuis le 13 octobre 1988.